# Municipio de Nekoma
El municipio de Nekoma (en inglés: Nekoma Township) es un municipio ubicado en el condado de Cavalier en el estado estadounidense de Dakota del Norte. En el año 2010 tenía una población de 26 habitantes y una densidad poblacional de 0,28 personas por km².

## Geografía
El municipio de Nekoma se encuentra ubicado en las coordenadas 48°35′33″N 98°22′52″O / 48.59250, -98.38111. Según la Oficina del Censo de los Estados Unidos, el municipio tiene una superficie total de 92.25 km², de la cual 91,04 km² corresponden a tierra firme y (1,31 %) 1,2 km² es agua.

## Demografía
Según el censo de 2010, había 26 personas residiendo en el municipio de Nekoma. La densidad de población era de 0,28 hab./km². De los 26 habitantes, el municipio de Nekoma estaba compuesto por el 100 % blancos. Del total de la población el 0 % eran hispanos o latinos de cualquier raza.